# Quốc hội Tây Ban Nha
Quốc hội Tây Ban Nha (Cortes Generales, phát âm tiếng Tây Ban Nha: [ˈkortes xeneˈɾales]) là cơ quan lập pháp lưỡng viện của Tây Ban Nha. Quốc hội gồm Đại hội Đại biểu và Thượng viện. Quốc hội có quyền làm luật và sửa đổi hiến pháp, Đại hội Đại biểu có quyền phê chuẩn và bãi nhiệm thủ tướng.

### Nguồn gốc: Thời phong kiến (thế kỷ 8-12)

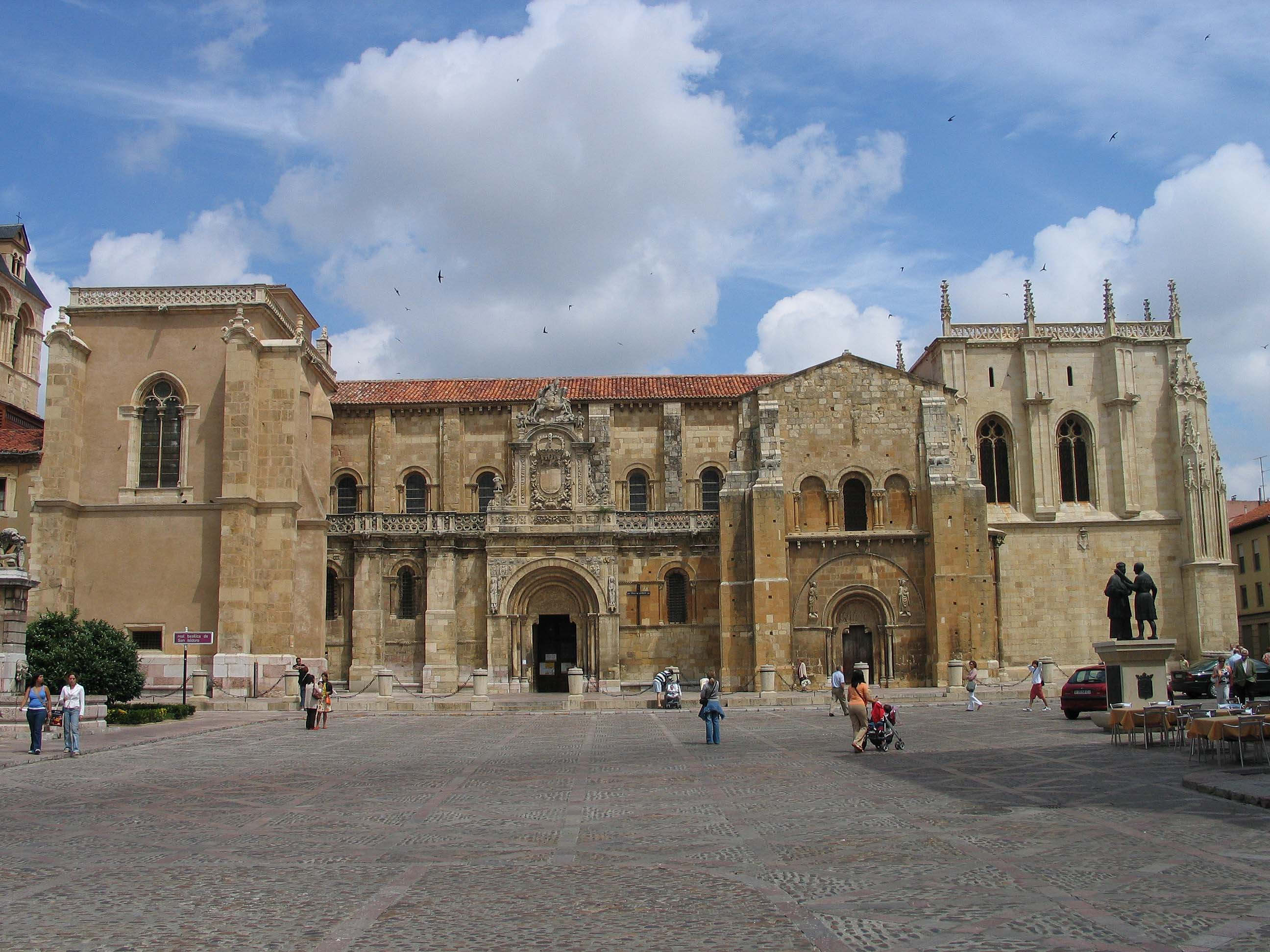
Saint Isidoro Basilic, nơi Quốc hội León ra đời.

### Sự vươn lên của tầng lớp tư sản trung lưu (thế kỷ 12-15)

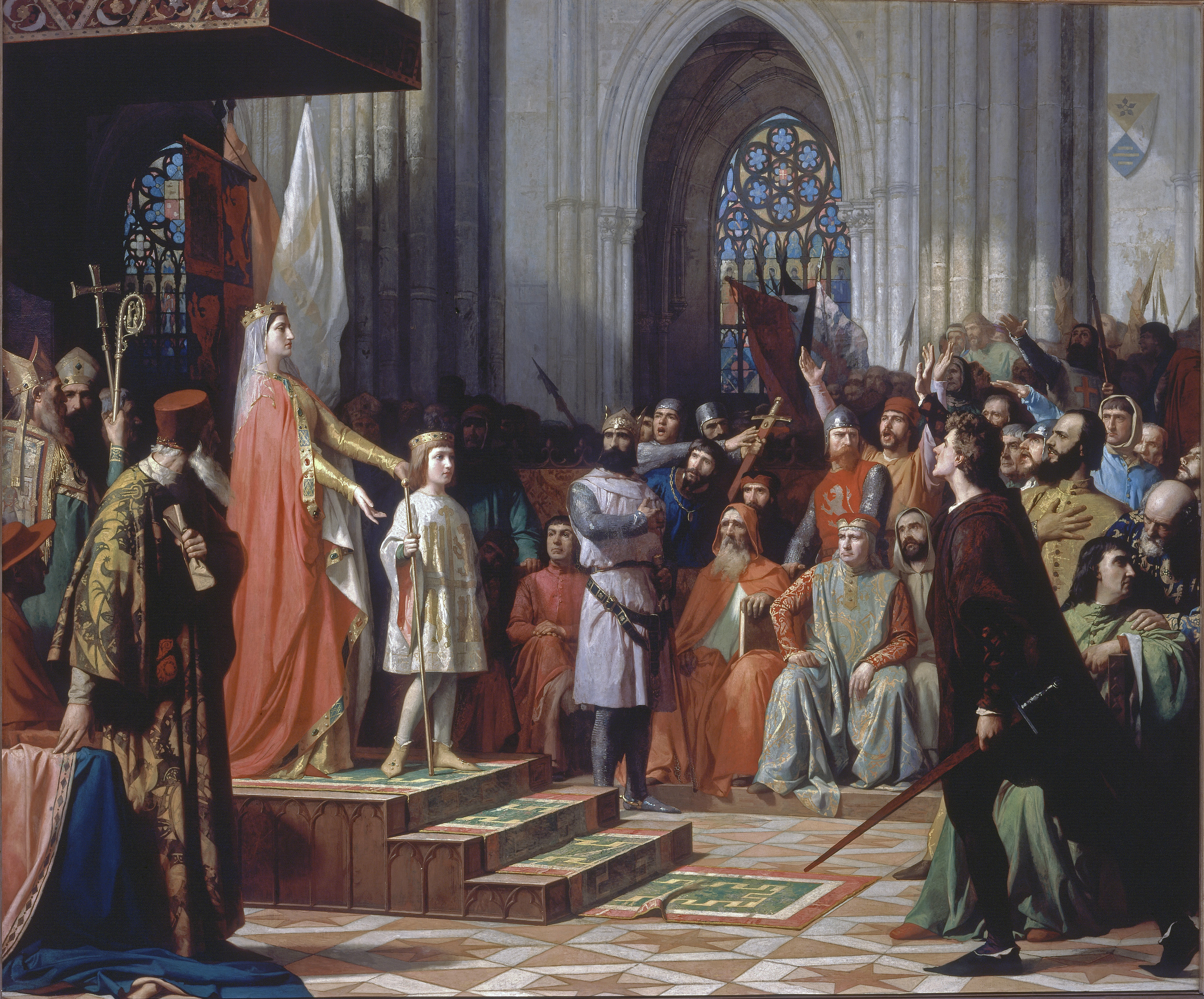
Nữ hoàng Maria de Molina đưa con trai, vua Fernando IV, ra trình diện nghị viện Valladolid năm 1295.

### Quốc hội của các vương quốc Aragon và Navarre

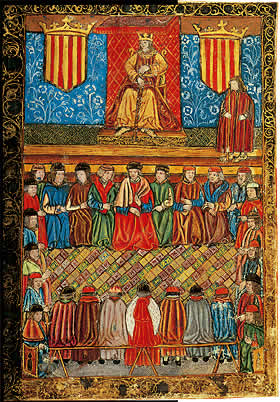
Một cuộc họp của quốc hội Catalan vào thế kỷ 15. Tây Ban Nha được thống nhất trên thực tế dưới thời vua Charles I (V của Đế chế La Mã thần thánh), người kết hợp hai ngai vàng của Castilla and Aragón vào năm 1516; các vùng lãnh thổ khác của vương gia Tây Ban Nha vẫn duy trì quyền tự trị hạn chế và không được thống nhất hoàn toàn cho tới khi hiến pháp hiện đại đầu tiên của Tây Ban Nha được thông qua năm 1812.

## Lịch sử